# آریبیم پپل
آریبیم پپل (انگلیسی: Aribim Pepple؛ زادهٔ ۲۵ دسامبر ۲۰۰۲) بازیکن فوتبال اهل بریتانیا است.